# Arnold Hugh Martin Jones
Arnold Hugh Martin (A. H. M.) Jones, né en 1904 et mort en 1970, est un historien britannique, spécialiste d'histoire romaine et notamment d'Antiquité tardive.
Il est de 1926 à 1951 Fellow au All Souls College de Oxford, puis en 1946 il tient la chaire d'histoire ancienne à l'University College de Londres. En 1951, il est nommé au même poste à l'Université de Cambridge.
Jones meurt d'une crise cardiaque alors qu'il se rend en bateau à Thessalonique pour donner une série de conférences.